# 圖埃勒縣
圖埃勒縣（英語：Tooele County，發音： /tuːˈɛlə/）是美国犹他州西部的一個縣，西鄰内华达州，面積18,874平方公里。根據2020年人口普查，圖埃勒縣共有人口72,698人。縣治圖埃勒。
圖埃勒縣位於鹽湖城都會統計區內，亦位於鹽湖城-奧格登-克利爾菲爾聯合統計區內。於2008年，CNNMoney.com的一個統計指出圖埃勒縣是自2000年以來就業增長最多的美國縣份。
圖埃勒縣成立於1850年，當時的縣名拼法為「Tuilla」。縣名來源有多種說法。该地曾在著名的电视剧《越狱》第二季中作为剧情发生地出现过。

## 地理

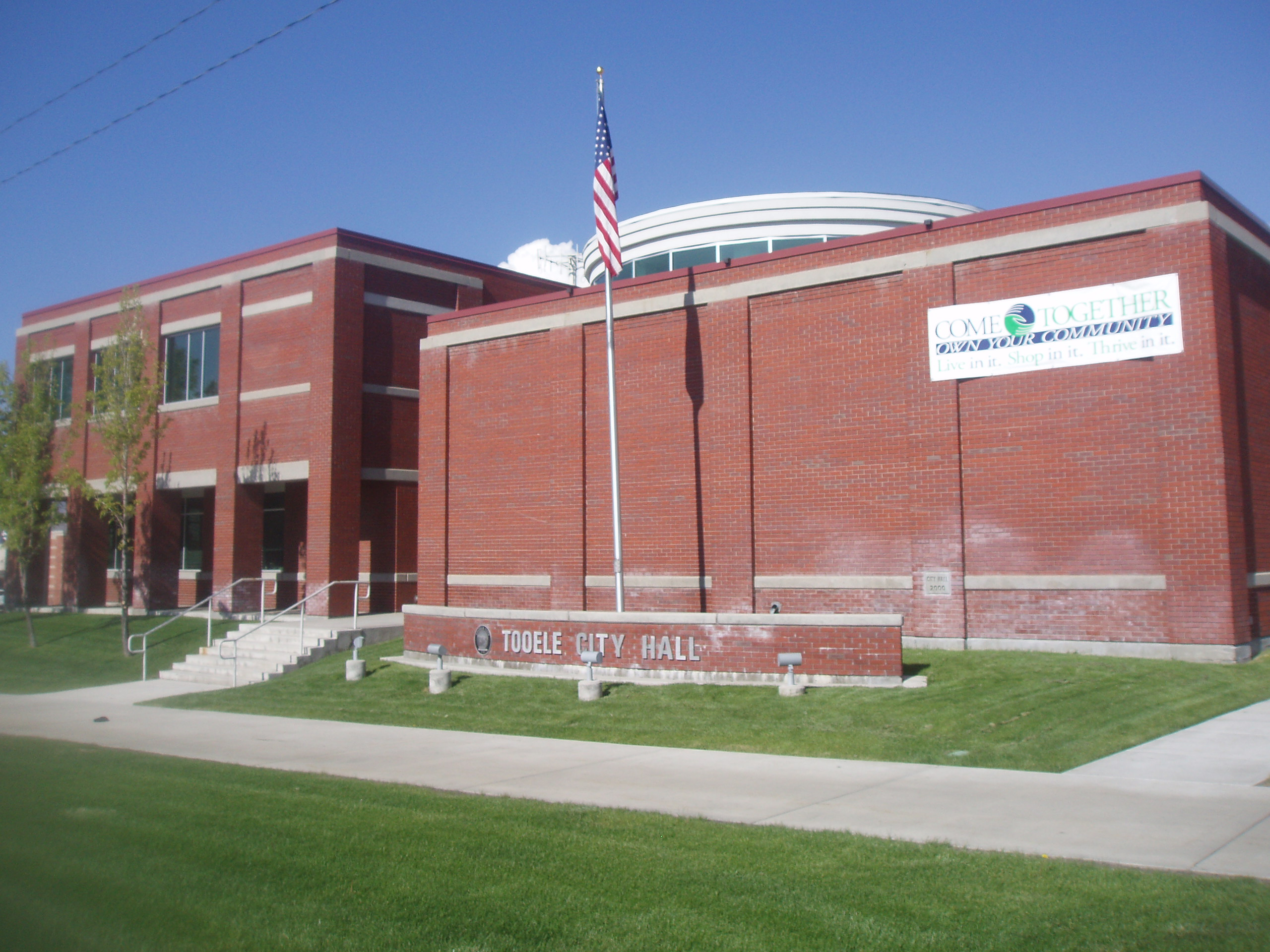
圖埃勒市政廳

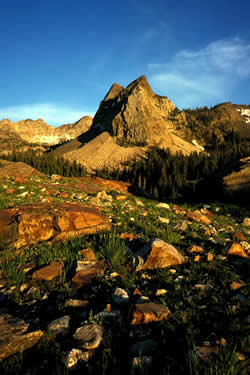
沃薩奇國家森林公園

根據2000年人口普查，圖埃勒縣總面積為7,287平方英里（18,870平方），其中有6,930平方英里（17,900平方），即95.1%為陸地；357平方英里（925平方），即4.9%為水域。圖埃勒縣既是猶他州中第二大的縣份，亦是美國面積第27大縣份，更是州中最乾旱的縣份。鹽湖谷以西的大盐湖有部份位於圖埃勒縣內。

### 毗鄰縣
- 犹他州 博克斯埃爾德縣：北方
- 猶他州 韋伯縣：東北方
- 猶他州 戴維斯縣：東方
- 猶他州 鹽湖縣：東方
- 猶他州 猶他縣：東方
- 猶他州 賈布郡：南方
- 内华达州 白松縣：西南方
- 內華達州 埃爾科縣：西方

### 國家保護區
- 沃薩奇國家森林公園（英语：Wasatch National Forest）（部份）

## 人口
| 调查年      | 人口   | 备注 | %±     |
| ----------- | ------ | ---- | ------ |
| 1860        | 1,008  |      | —      |
| 1870        | 2,177  |      | 116.0% |
| 1880        | 4,497  |      | 106.6% |
| 1890        | 3,700  |      | −17.7% |
| 1900        | 7,361  |      | 98.9%  |
| 1910        | 7,924  |      | 7.6%   |
| 1920        | 7,965  |      | 0.5%   |
| 1930        | 9,413  |      | 18.2%  |
| 1940        | 9,133  |      | −3.0%  |
| 1950        | 14,636 |      | 60.3%  |
| 1960        | 17,868 |      | 22.1%  |
| 1970        | 21,545 |      | 20.6%  |
| 1980        | 26,033 |      | 20.8%  |
| 1990        | 26,601 |      | 2.2%   |
| 2000        | 40,735 |      | 53.1%  |
| 2010        | 58,218 |      | 42.9%  |
| [ 6 ] [ 7 ] |        |      |        |

根據2020年美國人口普查和美國社區調查，圖埃勒縣擁有72,698名居民，其人口密度為每平方英里10.3位居民（每平方公里4位居民）；當中由80.1%白人、0.6%非裔、0.6%原住民、0.7%亞裔、0.9%太平洋島裔、0.4%其他種族和3.7%混血构成。而西班牙裔或拉丁美洲裔僅佔人口13.1%。圖埃勒縣擁有13,812間房屋单位，其密度為每平方英里2間（每平方公里1間）。
在12,677住户中，有47.4%擁有一個或以上的兒童（18歲以下）、66%為夫妻、9.5%為單親家庭、20.1%為非家庭、16.8%住户為獨居、6.1%有同居長者。平均每戶有3.11人，而平均每個家庭則有3.51人。在40,735居民中，有35%為18歲以下、11.5%為18至24歲、29.5%為25至44歲、16.6%為45至64歲以及7.3%為65歲以上。人口的年齡中位數為27歲，每100個女性就有97個男性。而每100個成年女性（18歲以上）就有95.4個成年男性。
圖埃勒縣的住戶收入中位數為$45,773，而家庭收入中位數則為$50,438。男性的收入中位數為$37,861，而女性的收入中位數則為$24,179。圖埃勒縣的人均收入為$16,321。約5.2%家庭和6.7%人口在貧窮線以下，包括7.7%兒童（18歲以下）及7%長者（65歲以上）。